# Rare (album de Selena Gomez)
 (juin 2022).
Si vous disposez d'ouvrages ou d'articles de référence ou si vous connaissez des sites web de qualité traitant du thème abordé ici, merci de compléter l'article en donnant les références utiles à sa vérifiabilité et en les liant à la section « Notes et références ».
 (avril 2020).
La mise en forme du texte ne suit pas les recommandations de Wikipédia : il faut le « wikifier ».
Les points d'amélioration suivants sont les cas les plus fréquents :
- Les titres sont pré-formatés par le logiciel. Ils ne sont ni en capitales, ni en gras.
- Le texte ne doit pas être écrit en capitales (les noms de famille non plus), ni en gras, ni en italique, ni en « petit »…
- Le gras n'est utilisé que pour surligner le titre de l'article dans l'introduction, une seule fois.
- L'italique est rarement utilisé : mots en langue étrangère, titres d'œuvres, noms de bateaux, etc.
- Les citations ne sont pas en italique mais en corps de texte normal. Elles sont entourées par des guillemets français : « et ».
- Les listes à puces sont à éviter, des paragraphes rédigés étant largement préférés. Les tableaux sont à réserver à la présentation de données structurées (résultats, etc.).
- Les appels de note de bas de page (petits chiffres en exposant, introduits par l'outil «  Source ») sont à placer entre la fin de phrase et le point final[comme ça].
- Les liens internes (vers d'autres articles de Wikipédia) sont à choisir avec parcimonie. Créez des liens vers des articles approfondissant le sujet. Les termes génériques sans rapport avec le sujet sont à éviter, ainsi que les répétitions de liens vers un même terme.
- Les liens externes sont à placer uniquement dans une section « Liens externes », à la fin de l'article. Ces liens sont à choisir avec parcimonie suivant les règles définies. Si un lien sert de source à l'article, son insertion dans le texte est à faire par les notes de bas de page.
- La présentation des références doit suivre les conventions bibliographiques. Il est recommandé d'utiliser les modèles {{Ouvrage}}, {{Chapitre}}, {{Article}}, {{Lien web}} et/ou {{Bibliographie}}. Le mode d'édition visuel peut mettre en forme automatiquement les références.
- Insérer une infobox (cadre d'informations à droite) n'est pas obligatoire pour parachever la mise en page.

Pour une aide détaillée, merci de consulter Aide:Wikification.
Si vous pensez que ces points ont été résolus, vous pouvez retirer ce bandeau et améliorer la mise en forme d'un autre article.
Pour les articles homonymes, voir Rare.
Albums de Selena Gomez
Revival
(2015) Revelación
(2021)
Rare est le troisième album studio solo de Selena Gomez. Enregistré entre 2016 et 2019, l'album est publié le 10 janvier 2020 par Interscope Records. En tant que productrice exécutive, Selena Gomez travaille avec de nombreux producteurs tels qu'Ian Kirkpatrick, Mike Dean ou encore Jason Evigan. Selena Gomez déclare que cet album est son "journal des quelques années passées". L'album est pop et dansant avec des influences du R&B, du pop latino et de la musique électronique. Les paroles traitent de thèmes tels que l'amour de soi et l'acceptation.
L'album comporte 4 singles : Lose You to Love Me (publié le 23 octobre 2019), Look at her now (publié le 24 octobre 2019), Rare (publié le 10 janvier 2020) et Boyfriend (publié le 9 avril 2020).
La version standard publiée le 10 janvier 2020 comporte 13 titres dont 2 featurings avec 6lack et Kid Cudi. La version vinyle publiée le 21 février 2020 comporte 1 titre supplémentaire : Feel me. La version deluxe publiée le 9 avril 2020 comporte 3 titres supplémentaires : Boyfriend, She et Souvenir.

## Contexte
Rare, troisième album studio de Selena Gomez, marque le grand retour de la chanteuse après 4 années d'absence dans sa carrière solo. En effet, après la sortie de son album Revival en 2015, Selena Gomez avait organisé une tournée mondiale en 2016 intitulée Revival Tour. À cause de problèmes de santé avec un lupus, la chanteuse avait dû annuler 36 concerts à la fin de sa tournée. La majorité de ces concerts devaient se dérouler en Europe et en Amérique du Sud. Soignée, la chanteuse parle pour la première fois de l'opération qu'elle a subie en 2017 dans une interview pour Today sur National Broadcasting Company. Elle fait ensuite son retour dans l'univers musical en sortant de nombreux singles dans le cadre de collaborations artistiques. En 2017, elle sort notamment les singles Bad Liar, Fetish avec Gucci Mane, It ain't me avec Kygo et Wolves avec Marshmello. En 2018, elle sort le single Taki Taki avec le DJ français DJ Snake,Cardi B et Ozuna. Le clip du single atteint plus d'un milliard de vues sur YouTube. En 2019, elle sort le single I can't get enough avec Benny Blanco mais aussi J. Balvin et Tainy. Parallèlement, entre 2017 et 2020, les 4 saisons de la série 13 Reasons Why (série télévisée) sont diffusées sur Netflix. Selena Gomez y participe en tant que productrice exécutive et sort aussi les singles Only you et Back to you pour la série. Selena Gomez poursuit également sa carrière d'actrice en 2019 en jouant dans les films Un jour de pluie à New York et The Dead Don't Die. À l'occasion de la sortie de ce film, elle est invitée au Festival de Cannes en mai 2019.
Selena Gomez fait donc son grand retour dans sa carrière solo en sortant les singles Lose You to Love Me et Look at her now en octobre 2019. Après la sortie de ces singles, Selena Gomez commence à parler de son prochain album studio dans une interview pour Apple Music en novembre 2019. Elle évoque également ce projet dans d'autres médias, comme dans le programme de radio On Air with Ryan Seacrest sur KIIS-FM où elle déclare qu'elle a "un million d'idées et que cela va être plus fort". Elle déclare également à Jimmy Fallon dans The Tonight Show sur National Broadcasting Company que l'album aura "un fort sens pop" et que ça lui a pris "4 années pour enfin se sentir à la bonne place avec cet album".
Le 10 janvier 2020, elle sort finalement son troisième album studio intitulé Rare. La veille de la sortie, la station de radio IHeartRadio organise une soirée pour la sortie de l'album où elle retrouve ses fans. Devant son public, elle déclare "Rare est une chanson dont j'aimerais pouvoir parler personnellement à chaque personne. Je pense que beaucoup de choses arrivent et que tout cela génère beaucoup de pression. Les gens pensent qu'ils doivent tous se ressembler et qu'ils doivent tous faire les mêmes choses mais la vérité c'est que ce n'est pas le cas. C'est une chanson qui dit que je sais que je n'ai pas tout mais que je sais que je mérite quelque chose de spécial. Cette chanson représente exactement comment je me sens.".

## Liste des titres

### Version standard
1. Rare
2. Dance again
3. Look at her now
4. Lose you to love me
5. Ring
6. Vulnerable
7. People you know
8. Let me get me
9. Crowded room (avec 6lack)
10. Kinda crazy
11. Fun
12. Cut you off
13. A sweeter place (avec Kid Cudi)

### Version deluxe
1. Boyfriend
2. Lose you to love me
3. Rare
4. Souvenir
5. Look at her now
6. She
7. Crowded room (avec 6lack)
8. Vulnerable
9. Dance again
10. Ring
11. A sweeter place (avec Kid Cudi)
12. People you know
13. Cut you off
14. Let me get me
15. Kinda crazy
16. Fun
17. Feel me

## Ventes
L'album est un succès en 2020 et finit numéro 1 des ventes dans de nombreux pays. Aux Etats-Unis, 940,000 exemplaires de l'album ont été vendus et dans le monde entier, 2,3 millions d'exemplaires ont été vendus en avril 2021. Ce tableau présente la meilleure position de l'album dans les classements des ventes de nombreux pays.
| Continent | Pays             | Meilleure position | Référence       |
| --------- | ---------------- | ------------------ | --------------- |
| Amérique  | États-Unis       | 1                  | Billboard       |
| Amérique  | Canada           | 1                  | Billboard       |
| Amérique  | Mexique          | 1                  | AMPROFON        |
| Europe    | Portugal         | 1                  | AFP             |
| Europe    | Belgique         | 1                  | Ultratop        |
| Europe    | Écosse           | 1                  | OCC             |
| Europe    | Royaume-Uni      | 2                  | OCC             |
| Europe    | Allemagne        | 3                  | GFK             |
| Europe    | Espagne          | 3                  | PROMUSICAE      |
| Europe    | Suisse           | 3                  | Swiss Hitparade |
| Europe    | Irlande          | 4                  | OCC             |
| Europe    | France           | 6                  | SNEP            |
| Europe    | Italie           | 6                  | FIMI            |
| Océanie   | Australie        | 1                  | ARIA            |
| Océanie   | Nouvelle-Zélande | 2                  | RMNZ            |

## Clips vidéo
Pour la sortie de ces 4 singles, Selena Gomez a sorti des clips vidéo sur sa chaîne YouTube qui comptabilise plus de 27,1 millions d'abonnés. Ce tableau présente le nombre de vues de ces clips vidéos sur YouTube en avril 2021.
| Single              | Nombre de vues       | Date de publication | Réalisation               |
| ------------------- | -------------------- | ------------------- | ------------------------- |
| Lose you to love me | 400 millions de vues | 23 octobre 2019     | Sophie Muller             |
| Look at her now     | 220 millions de vues | 24 octobre 2019     | Sophie Muller             |
| Rare                | 100 millions de vues | 10 janvier 2020     | Alex Lee et Kyle Wightman |
| Boyfriend           | 71 millions de vues  | 10 avril 2020       | Matty Peacock             |

Pour la sortie de son album, Selena Gomez a également sorti d'autres vidéos sur sa chaîne YouTube. Ce tableau présente le nombre de vues de ces vidéos sur YouTube en avril 2021.
| Vidéo                                   | Nombre de vues      | Date de publication |
| --------------------------------------- | ------------------- | ------------------- |
| Lose you to love me (vidéo alternative) | 21 millions de vues | 13 janvier 2020     |
| Look at her now (vidéo alternative)     | 3 millions de vues  | 14 janvier 2020     |
| Lose you to love me (vidéo pop up)      | 24 millions de vues | 15 janvier 2020     |
| Look at her now (vidéo pop up)          | 5 millions de vues  | 15 janvier 2020     |
| Lose you to love me (vidéo coulisses)   | 4 millions de vues  | 4 novembre 2019     |
| Look at her now (vidéo coulisses)       | 3 millions de vues  | 6 novembre 2019     |
| Rare (vidéo coulisses)                  | 1 million de vues   | 20 janvier 2020     |
| Rare (vidéo live)                       | 6 millions de vues  | 24 février 2020     |
| Dance again (vidéo performance)         | 25 millions de vues | 26 mars 2020        |
| Rare (vidéo paroles)                    | 7 millions de vues  | 10 janvier 2020     |
| Dance again (vidéo paroles)             | 6 millions de vues  | 10 janvier 2020     |
| Look at her now (vidéo paroles)         | 1 million de vues   | 10 janvier 2020     |
| Lose you to love me (vidéo paroles)     | 3 millions de vues  | 10 janvier 2020     |
| Ring (vidéo paroles)                    | 10 millions de vues | 10 janvier 2020     |
| Vulnerable (vidéo paroles)              | 12 millions de vues | 10 janvier 2020     |
| People you know (vidéo paroles)         | 13 millions de vues | 10 janvier 2020     |
| Let me get me (vidéo paroles)           | 7 millions de vues  | 10 janvier 2020     |
| Crowded room (vidéo paroles)            | 9 millions de vues  | 10 janvier 2020     |
| Kinda crazy (vidéo paroles)             | 7 millions de vues  | 10 janvier 2020     |
| Fun (vidéo paroles)                     | 3 millions de vues  | 10 janvier 2020     |
| Cut you off (vidéo paroles)             | 6 millions de vues  | 10 janvier 2020     |
| A sweeter place (vidéo paroles)         | 10 millions de vues | 10 janvier 2020     |
| Feel me (vidéo live)                    | 20 millions de vues | 5 mars 2020         |
| Feel me (vidéo paroles)                 | 25 millions de vues | 21 février 2020     |
| Boyfriend (vidéo poupée)                | 2 million de vues   | 29 avril 2020       |
| Boyfriend (vidéo coulisses)             | 2 million de vues   | 21 avril 2020       |
| Boyfriend (vidéo paroles)               | 6 millions de vues  | 9 avril 2020        |
| Souvenir (vidéo paroles)                | 19 millions de vues | 9 avril 2020        |
| She (vidéo paroles)                     | 6 millions de vues  | 9 avril 2020        |

## Promotion
En octobre 2019, Selena Gomez annonce la sortie de son nouveau single Lose You to Love Me sur les réseaux sociaux. Le single sort le 23 octobre 2019 et le lendemain, elle fait une surprise à ses fans en sortant un deuxième single intitulé Look at her now. Pour la sortie de ces singles, Selena Gomez en fait la promotion à la radio et à la télé, notamment aux États-Unis à New York et Los Angeles. Les clips des singles Lose You to Love Me et Look at her now sont dirigés par Sophie Muller et filmés uniquement avec des IPhone 11 Pro dans le cadre d'un partenariat avec Apple. Les deux clips comptabilisent au total plus de 400 millions de vues sur YouTube. Le 25 novembre 2019, Selena Gomez interprète les singles Lose You to Love Me et Look at her now sur la scène des American Music Awards devant environ 7 millions de téléspectateurs. En décembre 2019, elle annonce la sortie de son nouvel album sur les réseaux sociaux en révélant le nom de l'album et un extrait du single "Rare". Elle en fait la promotion aux États-Unis, au Canada mais aussi au Royaume-Uni et en France. Après un voyage humanitaire au Kenya et un séjour de promotion à Londres, Selena Gomez arrive à Paris le 13 décembre 2019. Elle est l'invitée de l'émission C'Cauet sur NRJ mais aussi de l'émission Le Lab' sur Virgin Radio (France). Enfin, elle est aussi invitée dans Quotidien sur TMC (chaîne de télévision). Parallèlement, Selena Gomez continue de faire la promotion de son album sur les réseaux sociaux sur son compte Instagram mais aussi avec des partenaires comme IHeartRadio, Apple Music, Genius (site web) ou encore Konbini (site web). En 2020, elle figure aussi en couverture des magazines Dazed et Interview (magazine).

## Réception critique
L'album a reçu des critiques positives, beaucoup de critiques jugeant cet album comme le meilleur de la carrière Selena Gomez à ce jour.
Chez Metacritic, l'album a une note de 76/100 sur la base de 12 critiques et une note publique de 8.7/10 sur la base de plus de 7000 critiques.
Rhian Daly chez New Musical Express a considéré l'album comme "un retour magnifiquement confiant de l'une des stars les plus sous-estimées de la pop".
Leah Greenblatt chez Entertainment Weekly a salué la "légèreté" de l'album malgré son "lourd message".
Mikael Wood chez Los Angeles Times a considéré l'album comme "le disque solo le plus significatif de Selena Gomez".

## Crédits

### Lieux d'enregistrement
L'album a été enregistré aux États-Unis dans les états de la Californie, du Nevada, du New Jersey et de la Virginie. L'album a aussi été enregistré en Suède.

### Voix
| Nom              | Voix            |
| ---------------- | --------------- |
| Selena Gomez     | Voix principale |
| 6lack            | Featuring       |
| Kid Cudi         | Featuring       |
| Selena Gomez     | Chœurs          |
| Kid Cudi         | Chœurs          |
| Julia Michaels   | Chœurs          |
| Caroline Ailin   | Chœurs          |
| Amy Allen        | Chœurs          |
| Chloe Angelides  | Chœurs          |
| Jon Bellion      | Chœurs          |
| Jason Evigan     | Chœurs          |
| Ian Kirkpatrick  | Chœurs          |
| Steph Jones      | Chœurs          |
| Madison Love     | Chœurs          |
| Mattman & Robin  | Chœurs          |
| Uzoechi Osisioma | Chœurs          |
| Liza Owen        | Chœurs          |
| Henry Oyekanmi   | Chœurs          |
| David Pramik     | Chœurs          |
| Avena Savage     | Chœurs          |
| Jasmine Thompson | Chœurs          |
| Justin Tranter   | Chœurs          |
| Mark Williams    | Chœurs          |

### Instruments
| Nom                      | Instrument               |
| ------------------------ | ------------------------ |
| Kid Cudi                 | Instrumentation          |
| Mike Dean                | Instrumentation          |
| Alex Hope                | Instrumentation          |
| Jon Bellion              | Instrumentation          |
| Jason Evigan             | Instrumentation          |
| Jake Faun                | Instrumentation          |
| Ian Kirkpatrick          | Instrumentation          |
| Albin Nedler             | Instrumentation          |
| Nolan Lambroza           | Instrumentation          |
| Oladipo Omishore         | Instrumentation          |
| David Pramik             | Instrumentation          |
| Patrick Reynolds         | Instrumentation          |
| Simon Says               | Instrumentation          |
| The Monsters & Strangerz | Instrumentation          |
| Mark Williams            | Instrumentation          |
| Rami Yacoub              |                          |
| Mattais Bylund           | Edition de chaîne        |
| Johan Lenox              | Composition des cordes   |
| Finneas O'Connell        | Guitare et guitare basse |
| Jake Faun                | Guitare et guitare basse |
| Kristoffer Fogelmark     | Guitare et guitare basse |
| Mattman & Robin          | Guitare et guitare basse |
| Albin Nedler             | Guitare et guitare basse |
| Finneas O'Connell        | Claviers et synthés      |
| Mattman & Robin          | Claviers et synthés      |
| Albin Nedler             | Claviers et synthés      |
| Rami Yacoub              |                          |
| Finneas O'Connell        | Percussions              |
| Mattman & Robin          | Percussions              |
| Nolan Lambroza           | Percussions              |
| Henry Oyekanmi           | Percussions              |
| David Bukovinszky        | Violon et violoncelle    |
| Mattais Johansson        | Violon et violoncelle    |
| Carl Bodell              | Trompette                |
| Kristoffer Fogelmark     | Batterie                 |
| Mattman & Robin          | Batterie                 |
| Rami Yacoub              | Batterie                 |
| Mattman & Robin          | Orgue et harpe           |

### Production
| Nom                      | Production                |
| ------------------------ | ------------------------- |
| Selena Gomez             | Production exécutive      |
| Kid Cudi                 | Production                |
| Ian Kirkpatrick          | Production                |
| Benjamin Dherbecourt     | Production                |
| Mike Dean                | Production                |
| Jason Evigan             | Production                |
| Jon Bellion              | Production                |
| Sean Douglas             | Production                |
| Kristoffer Fogelmark     | Production                |
| Mattman & Robin          | Production                |
| Albin Nedler             | Production                |
| Nolan Lambroza           | Production                |
| Ojivolta                 | Production                |
| David Pramik             | Production                |
| Simon Says               | Production                |
| The Monsters & Strangerz | Production                |
| Rami Yacoub              |                           |
| Mike Dean                | Coproduction              |
| Alex Hope                | Coproduction              |
| Oladipo Omishore         | Coproduction              |
| Patrick Reynolds         | Coproduction              |
| Simon Says               | Production supplémentaire |
| Finneas                  | Production supplémentaire |
| Johan Lenox              | Production supplémentaire |
| Ian Kirkpatrick          | Production vocale         |
| Mattman & Robin          | Production vocale         |
| Nolan Lambroza           | Production vocale         |
| Simon Says               | Production vocale         |
| Benjamin Rice            | Production vocale         |
| Bart Schoudel            | Production vocale         |
| Gian Stone               | Production vocale         |

### Conception
| Nom            | Conception           |
| -------------- | -------------------- |
| Max Angles     | Conception           |
| Dina Hovsepian | Direction artistique |
| Petra Collins  | Photographie         |